# Luca Francesconi (pallavolista)
Luca Francesconi (Cagliari, 31 ottobre 1983) è un pallavolista italiano.
Gioca nel ruolo di schiacciatore nella Sarroch Volley.

## Carriera
Iniziò la sua carriera nella massima formazione della Sardegna, il Cagliari Volley. Con la formazione rosso-blu disputò quattro campionati di Serie A2 dal 2001 al 2004. Nella stagione 2004-2005 disputò invece il campionato di Serie B2 nel Deledda Quartu S.Elena.
L'anno successivo ritornò nella squadra del capoluogo, nel frattempo promossa in Serie A1. Disputò il campionato 2005-2006, che però si concluse con la retrocessione della squadra sarda. Difese i colori della formazione cagliaritana anche nei successivi tre campionati, tra la Serie A2 e la Serie B1, prima di approdare al Comer Volley Iglesias.
Nell'estate 2013 ritornò alla sua società d'origine, la Cagliari Volley, sempre in serie B1, disputando un ottimo campionato: i rossoblu arrivarono secondi in regular season ma furono eliminati al primo turno dei playoff. L'anno successivo scende ancora di categoria andando a disputare un campionato di serie B2 con il Sarroch. Non rinnova a giugno, rimanendo svincolato, ma si riaggrega nel gruppo gialloblu dal gennaio 2016.